# Anthoscopus flavifrons
Chapim-do-algodão-de-testa-amarela ou pássaro-do-algodão-silvestre (Anthoscopus flavifrons) é uma espécie de ave da família Remizidae.
Pode ser encontrada nos seguintes países: Camarões, República Centro-Africana, República do Congo, República Democrática do Congo, Costa do Marfim, Gabão, Gana, Libéria e Nigéria.
Os seus habitats naturais são: florestas subtropicais ou tropicais húmidas de baixa altitude.